# I Am Number Four (film)
I Am Number Four is een Amerikaanse sciencefictionfilm uit 2011. De film werd geproduceerd voor DreamWorks door Michael Bay met D.J. Caruso als regisseur. De hoofdrol is weggelegd voor Alex Pettyfer, met Timothy Olyphant, Dianna Agron en Callan McAuliffe in de belangrijkste bijrollen. I Am Number Four is de filmadaptatie van het gelijknamige boek van Pittacus Lore.
De film werd op 18 februari 2011 uitgebracht in Noord-Amerika, op 10 maart 2011 in Nederland en in juli 2011 in België. De film die naar schatting 36 miljoen euro had gekost bracht vervolgens drie keer dat bedrag op aan de bioscoopkassa's. De kritieken waren eerder negatief. Bij Rotten Tomatoes behaalt I Am Number Four 33%, bij Metacritic 36% en bij IMDB 61%.

## Verhaal
De jonge John Smith werd als een van negen kinderen met een bewaker naar de Aarde gestuurd toen zijn eigen planeet Lorien werd verwoest door de Mogadoren. De negen kunnen enkel in volgorde gedood worden en als de Mogadoren nummer drie vermoorden weten John en zijn bewaker Henri dat hij de volgende zal zijn. Daarom verlaten ze de Florida Keys en duiken onder in het dorpje Paradise in Ohio.
Henri drukt hem op het hart zo weinig mogelijk op te vallen. Op school valt John voor amateurfotografe Sarah en raakt bevriend met buitenbeentje Sam die gepest wordt door Sarahs ex-vriendje Mark. Sam beweert dat zijn vader vroeger is verdwenen terwijl hij op zoek was naar buitenaards leven.
Intussen leert John ook zijn speciale krachten kennen en beheersen. Als hij op een avondje uit met Sarah wordt aangevallen door Mark en diens vrienden kan hij die dan ook makkelijk verslaan. Sam ziet het echter gebeuren en John geeft toe dat hij buitenaards is. Als hij wat later met zijn krachten Sarah redt van een val van een dak ontdekt ook zij de waarheid.
Inmiddels hebben de Mogadoren John gevonden en die proberen hem om te brengen. Zijn leven wordt gered door een jongedame en tezamen kunnen ze hen verslaan. Die jongedame blijkt nummer zes te zijn. De volgende dag zegt hij Sarah vaarwel om met haar en  Sam op zoek te gaan naar de overige vier.

## Rolverdeling
- Alex Pettyfer als John Smith, de protagonist.
- Timothy Olyphant als Henri, Johns beschermer.
- Dianna Agron als Sarah Hart, Johns vriendin.
- Teresa Palmer als Jane Doe, nummer zes.
- Callan McAuliffe als Sam Goode, het buitenbeentje op school.
- Jake Abel als Mark James, Sams pestkop en Sarahs ex-vriendje.